# Promsonya

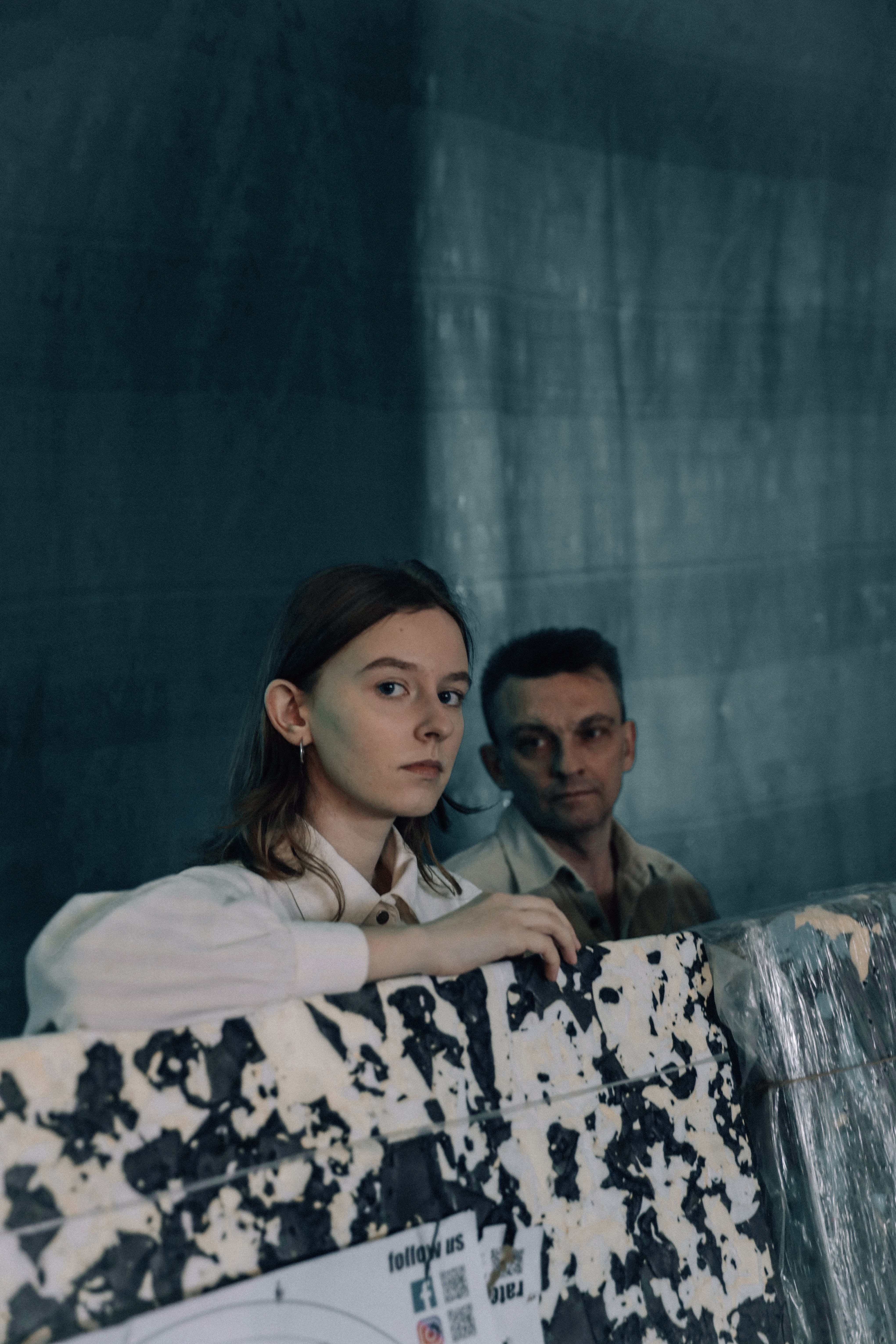
Дует «Promsonya»

Promsonya — український музичний дует, створений у 2020 році сонґрайтеркою Софією Пилипенко і її батьком Іваном Пилипенком. Особливість цього музичного проєкту полягає в тому, що Іван і Софія створюють музику на межі інді-попу та інді-фолку в домашніх умовах.

## Історія
Іван і Софія Пилипенко родом з міста Костянтинівка Донецької області. Там композитор і музикант Іван Пилипенко працював звукорежисером в місцевому будинку культури. Його донька Софія закінчила Костянтинівську школу мистецтв за класом фортепіано, вчилася грати на ударних і гітарі.
Музичний проєкт «Promsonya» було засновано у 2020 році, коли Софія повернулася до рідного міста під час пандемії COVID-19. Дебютний EP проєкту «L'abri côtier» вийшов 18 червня 2021 року. Усі пісні з міні-альбому записували на саморобній студії Івана Пилипенко в його кабінеті в будинку культури. «L'abri côtier» увійшов до списку найкращих міні-альбомів року за версією українського музичного медіа «Liroom», а онлайн-журнал «СЛУХ» назвав платівку «ніжним, красивим записом із сумними текстами та з купою відсилок до класики світової літератури».
У жовтні 2021 року вийшов спільний трек Promsonya з українським репером OTOY «Натхнення», який увійшов до списку найкращих пісень 2021 року за версією музичного медіа «СЛУХ».
У січні 2022 року на фоні тривоги перед повторним вторгненням Росії дует випустив сингл «2012». Софія написала цю пісню у квітні 2021 року, після того як почула вибухи з боку селища Шуми під час відпочинку на природі.
Через повномасштабне вторгнення Софія з родиною була вимушено переселена до Львова.

## Склад гурту
- Софія Пилипенко — вокал, гітара, авторка музики і текстів
- Іван Пилипенко — аранжування, саунд-продюсування

## Дискографія
Альбоми:
- EP «L'abri côtier» (2021)

Сингли:
- «Натхнення» feat OTOY (2021)
- «2012» (2022)
- «Ніж у кишені» (2022)
- «Ганчірка» (2023)